# Rozgrywka na obustronne przebitki
Rozgrywka na obustronne przebitki (ang. "crossruff") to w brydżu manewr rozgrywającego, w którym przebija on karty przegrywające w obu rękach, często bez uprzedniego ściągnięcia atutów lub tylko po częściowym odatutowaniu. Przy przeprowadzaniu tego typu rozgrywki, często jest bardzo ważne aby przed jej rozpoczęciem zgrać lewy wygrywające w kolorach bocznych.
```
                       ♠ A K D W
                       
♥
 A 3 2
                       
♦
 8 7 6 5 4 3
                       ♣ -
             ♠ 2                  ♠ 6 5 4 3
             
♥
 D 9 8 7            
♥
 W 10 6
             
♦
 A K D W 10 9       
♦
 2
             ♣ K D                ♣ A W 10 9 2
                       ♠ 10 9 8 7
                       
♥
 K 5 4
                       
♦
 -
                       ♣ 8 7 6 5 4 3
```

S rozgrywa 4♠ po wiście ♦A. Rozgrywający powinien teraz zagrać asa i króla kier (lewy w kolorach bocznych), a następnie zagrać na obustronne przebitki, przebijając trefle w dziadku i kara w ręce - grając w ten sposób weźmie 10 lew, dwa honory kierowe i osiem lew przebitkowych.